# بکرآباد (دهگلان)
بکرآباد ، روستایی از توابع بخش بلبان آباد شهرستان دهگلان در استان کردستان ایران است.

## جمعیت
این روستا در دهستان ئیلاق جنوبی قرار دارد و براساس سرشماری مرکز آمار ایران در سال ۱۳۸۵، جمعیت آن ۲۶۹ نفر (۷۲خانوار) بوده‌است.طبق امار رای گیری سال ۱۳۹۶ جمعیت بکرابد به ۳۶۰ نفر رسیده است